# ARINC 429
ARINC 429 – standard cyfrowej komunikacji używany w awionice samolotu, w tym np. cyfrowych układach sterowania silnikami typu FADEC. Określa szczegóły fizyczne i elektryczne interfejsu, format danych oraz podstawowe cechy funkcjonalne. ARINC 429 obecnie dominuje wśród innych standardów w samolotach z wyższej półki. Powstał na początku lat 80. jako decyzja komitetu ARINC mająca na celu zebranie wielu istniejących standardów (m.in. ARINC 561 (LRN), 568 (DME), 573 (FDR) i 575 (DADS)) w jeden.

## Opis techniczny
Fizycznym nośnikiem informacji jest skręcona para przewodów w ekranie. Standard nie określa impedancji przewodu, jedynie impedancję różnicową nadajnika równą 78 Ω. Wyróżniane są trzy stany sygnału: NULL, stan 0 i stan 1. Poszczególnym stanom są przyporządkowane napięcia różnicowe między przewodami: NULL: 0 V, stan 0: -10 V, stan 1: +10 V. Architektura połączeń jest typu „multicast”, tj. jeden nadajnik i wiele odbiorników.
Długość słowa wynosi 32 bity. Pomiędzy kolejnymi słowami musi nastąpić przerwa o czasie nie mniejszym niż czas 4 bitów, podczas którego transmitowany jest stan NULL. Prędkość transmisji jest stała dla danego połączenia. Dla połączenia „Low Speed” prędkość wynosi 12–14,5 kbit/s, dla połączenia „High Speed” - 100 kbit/s. Transmisja pojedynczego bitu złożona jest z dwóch części – przez pierwszą połowę czasu pojedynczego bitu transmitowany jest stan tego bitu (stan 0 lub stan 1), przez drugą połowę - stan NULL.

### Propagacja informacji
Podstawowym wykorzystaniem standardu ARINC 429 jest rozsyłanie różnorodnych parametrów lotu z sensorów (np. wysokościomierz) i urządzeń kontrolnych (np. panel sterujący) do urządzeń przetwarzających dane i wyświetlających je. Przyjmuje się zatem następującą metodę: źródło informacji rozsyła dany parametr periodycznie, nie oczekując żadnego potwierdzenia od odbiorników. Częstotliwość transmitowania każdego z parametrów jest ustalana tak, by pojedynczy nieudany odbiór wartości parametru nie wpłynął na pracę systemu. Określana przez ARINC 429 częstość nadawania słów zależy zatem od krytyczności danych, np. etykieta 204 (wysokość korygowana ciśnieniowo) musi być nadawana nie rzadziej niż co 62,5 ms i nie częściej niż 31,25 ms, a etykieta 012 (prędkość względem ziemi) nie rzadziej niż co 500 ms i nie częściej niż co 250 ms.
W przypadku paneli kontrolnych sterowanych przez pilota stosuje się czasem zamiast transmisji periodycznej transmisję paczek (burst mode). Po zmianie jakiegoś ustawienia przez pilota, zmieniony parametr jest transmitowany kilkukrotnie (np. 5 razy), po czym transmisja tego parametru ustaje.
W szczególnych przypadkach (np. komunikacja między transponderem i systemem TCAS) tworzy się dwukierunkowy system transmisji poprzez użycie dwóch połączeń – tam i z powrotem – i ustalenie dedykowanego sposobu transmisji i potwierdzania informacji. Takie protokoły zwykle definiowanie są w innych standardach ARINC (np. ARINC 718, ARINC 735).

## Format słowa ARINC 429
Każde słowo ARINC jest 32-bitową wartością, złożoną z pięciu logicznych pól.
| Bit(y)  | Znaczenie |
| ------- | --- |
| 0 – 7   | Etykieta wiadomości, identyfikująca typ danych (label). Etykieta prezentowana jest w systemie ósemkowym, co nie wpływa na binarny sposób jej zapisu. |
| 8 – 9   | Identyfikator nadawcy i odbiorcy (SDI - Source/Destination Identifiers). Wskazuje preferowanego odbiorcę danych lub podsystem, który wiadomość tę wytransmitował. |
| 10 – 28 | Pole danych. Powszechnymi formatami są: pole o znaczeniu bitowym, BCD (dziesiętny zakodowany dwójkowo) i BNR (dopełnienie dwójkowe). Formaty mogą być również mieszane. Sąsiednie pola (SDI i SSM) bywają czasem wykorzystywane w celu uzyskania jednego większego pola danych. |
| 29 – 30 | Macierz znaku lub statusu (SSM – Sign/Status Matrix). Najczęściej oznacza, czy dane zawarte w słowie są ważne. |
| 31      | Bit parzystości (dopełnia słowo do nieparzystej liczby bitów). Służy do weryfikacji poprawności słowa, czy nie zostało przekłamane podczas transmisji. |

### Etykieta (label)
Wskazówki dotyczące etykietowania są częścią specyfikacji ARINC 429 dla poszczególnych typów urządzeń. Każdy samolot składa się z wielu różnych systemów, jak komputer zarządzający lotem (FMC – Flight Management Computers, FMS - Flight Management System), bezwładnościowe systemy nawigacyjne, komputery danych aerodynamicznych, radio-wysokościomierze, radia, odbiorniki GPS. Dla każdego typu przyrządów zdefiniowano zbiór standardowych parametrów, wspólnych dla wszystkich producentów i modeli sprzętu. Na przykład, komputer danych aerodynamicznych (Air Data Computer) podaje wysokość barometryczną z etykietą 204. Pozwala to na wymienność części w pewnym, ograniczonym zakresie, ponieważ większość takich komputerów zachowuje się w ten sam sposób. Jednak ze względu na ograniczoną ilość etykiet, liczba 204 może oznaczać coś zupełnie innego, jeśli została wysłana przez odbiornik GPS. Sporo bardziej powszechnych parametrów samolotu używa tych samych etykiet bez względu na źródło. Każdy producent wprowadza drobne modyfikacje w stosunku do formalnej specyfikacji, jak podawanie dodatkowych danych, brak niektórych danych rekomendowanych przez specyfikację lub inne zmiany.
Etykieta obejmuje pierwsze osiem bitów 32-bitowego słowa. Określa ona znacznie danych przesyłanych w danym słowie. Etykiety najczęściej prezentowane są w zapisie ósemkowym. Fizycznie transmisja tych ośmiu bitów przebiega w odwrotnej kolejności niż reszta słowa (najbardziej znaczący bit jako pierwszy). Zawsze etykieta przesyłana jest przed danymi, dzięki czemu strona odbiorcza może unikać odbioru niepotrzebnych danych z góry.
Przykład zakodowania etykiety 310:
| Pozycja według kolejności nadawania | 0       | 1 | 2 | 3 | 4 | 5 | 6 | 7       |
| Logiczna pozycja bitowa             | 7 (MSB) |   |   |   |   |   |   | 0 (LSB) |
| Waga ósemkowa                       | 2       | 1 | 4 | 2 | 1 | 4 | 2 | 1       |
| Dane                                | 1       | 1 | 0 | 0 | 1 | 0 | 0 | 0       |
| Wartość                             | 3       | 3 | 1 | 1 | 1 | 0 | 0 | 0       |

### Identyfikator nadawcy i odbiorcy (SDI)
Pole wykorzystywane jest do reprezentacji stanu sprzętu, trybu pracy (System 1, 2, 3 lub wywołanie zbiorcze), ważności danych, a czasem także samych danych (np. zapewniają brakujące pozycje dla zakodowanych współrzędnych geograficznych). Tryb pracy zawęża grupę potencjalnych odbiorców (np. sprzęt odbiorczy skonfigurowany do pracy w trybie System 1 będzie odbierał dane tylko z tak oznaczonym polem SDI).
Poniższa tabela prezentuje standardowe tryby pracy:
| Bit 8 | Bit 9 | Tryb pracy                    |
| ----- | ----- | ----------------------------- |
| 0     | 0     | Wywołanie zbiorcze (All Call) |
| 1     | 0     | System 1                      |
| 0     | 1     | System 2                      |
| 1     | 1     | System 3                      |

### Pole danych
Zawartość pola danych ściśle określa etykieta. Wartość może być zakodowana jako binarna reprezentacja cyfr dziesiętnych BCD, jako binarna liczba w zapisie dopełnienia dwójkowego BNR, a także mieć znaczenie flag bitowych (każdy bit odpowiada stanowi jakiegoś urządzenia).
Poniższe tabele przedstawiają różnice w używanym kodowaniu:
| Bit 31     | 30 – 29 | 28                    | ...                   | 10                    |
| ---------- | ------- | --------------------- | --------------------- | --------------------- |
| Parzystość | SSM     | Dane zakodowane w BCD | Dane zakodowane w BCD | Dane zakodowane w BCD |
|            |         | MSB                   |                       | LSB                   |

| Bit 31     | 30 – 28 | 27                    | ...                   | 10                    | 9                     | 8                     |
| ---------- | ------- | --------------------- | --------------------- | --------------------- | --------------------- | --------------------- |
| Parzystość | SSM     | Dane zakodowane w BNR | Dane zakodowane w BNR | Dane zakodowane w BNR | Dane zakodowane w BNR | Dane zakodowane w BNR |
|            |         | MSB                   |                       |                       |                       | LSB                   |

### Macierz znaku/statusu
Macierz może przyjmować różne znaczenia, m.in. w zależności od rodzaju kodowania danych. W przypadku BCD wykorzystywane są tylko bity 29 i 30, a w przypadku BNR także bit 28. Najczęściej spotykane wartości przedstawiają poniższe tabele:
| Bit 30 | Bit 29 | Znaczenie                                  |
| ------ | ------ | ------------------------------------------ |
| 0      | 0      | Plus, Północ, Wschód, Prawo, Do, Powyżej   |
| 0      | 1      | Brak danych (NCD - No Computed Data)       |
| 1      | 0      | Test funkcjonalny (FT)                     |
| 1      | 1      | Minus, Południe, Zachód, Lewo, Od, Poniżej |

| Bit 30 | Bit 29 | Znaczenie                                    |
| ------ | ------ | -------------------------------------------- |
| 0      | 0      | Ostrzeżenie o błędzie (FW – Failure Warning) |
| 0      | 1      | Brak danych (NCD – No Computed Data)         |
| 1      | 0      | Test funkcjonalny (FT)                       |
| 1      | 1      | Dane prawidłowe (NO – Normal Operation)      |

| Bit 28 | Znaczenie                                  |
| ------ | ------------------------------------------ |
| 0      | Plus, Północ, Wschód, Prawo, Do, Powyżej   |
| 1      | Minus, Południe, Zachód, Lewo, Od, Poniżej |

### Parzystość
Ostatni bit w słowie służy wykrywaniu błędów w czasie transmisji. Wartość tego bitu zależy zarówno od danych, jak i etykiety, ponieważ uzupełnia on całe słowo do nieparzystości. Oznacza to, że w słowie musi występować zawsze nieparzysta liczba jedynek. Nadawca jest odpowiedzialny za ustawienie tego bitu tak, aby stan ten był zgodny z założeniem.